# Vidriat

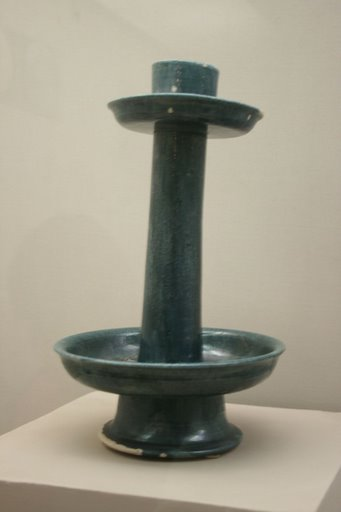
Ceràmica vidriada de la dinastia Tang (618-907 dC) de la Xina medieval.

En ceràmica, hom anomena vidrat o vidriat al procés i tècnica de terrissa consistent a aplicar a les peces ceràmica, després de la seva primera cocció, una pel·lícula o vernís que, després de fondre's en un forn, pren una aparença vítria. És per tant un recobriment llis i impermeable aconseguit en una segona cocció que haurà d'assolir de 800 °C a 1000 °C.
En termes generals d'art, vidriat és el bany vitri per diferents procediments després de la seva aplicació mitjançant cocció. Es fa especial referència a dos tipus clàssics de vernís: l'estannífer i el plumbífer.
El seu desenvolupament se situa en el Pròxim Orient on s'ha documentat des de l'any 1500 aC.

## Composició
Els vidriats estan composts sempre d'una quantitat variable de sílex. Són el producte de la combinació dels òxids fundents amb la sílice, actuant l'alúmina com a estabilitzant.

## Els òxids en els vidriats
Els òxids que componen els vidriats han estat dividits en tres grups:
- Bàsics: òxid de plom, òxid de sodi, òxid de potassi, òxid de calci, òxid de magnesi, òxid de bari, òxid de liti, òxid de zinc.
- Neutres: òxid d'alumini (alúmina), òxid de bor.
- Àcids: òxid de silici (sílice), òxid d'estany, òxid de titani, òxid de zirconi

## Tipus
Els vidriats ceràmics poden classificar-se atenent a diversos criteris:
- En funció del tipus de suport ceràmic sobre el qual s'apliquen o de la tecnologia emprada: pisa, bicocció, monococció porosa, gres, gres porcellànic o porcellana.
- En funció del seu aspecte una vegada cuit: brillants, mats, metal·litzats, llustres.
- En funció dels seus components poden distingir-se els "fritats" i els "crus".

### Fritats
Es denomina frita al procediment per mitjà del qual es fan insolubles matèries primeres solubles en aigua. Una frita és generalment un compost d'òxids o minerals escalfat fins a la seva fusió i refredat bruscament amb l'objecte de reduir-ho a fragments petits i facilitar la seva molta posterior. Una altra raó per fritar matèries primeres és reduir la seva toxicitat, com per exemple els compostos amb plom.

### Crus
Els vidriats crus són aquells en els quals els òxids o minerals en el compost no han estat prèviament fritats.

#### Vidriat a la sal
El vidriat tradicional s'aconsegueix banyant la peça amb sal comuna o llançant sal dins del forn durant la cocció de la ceràmica. Amb aquest procediment s'aconsegueix formar sobre les obres una capa vítria de gruix variable, gran duresa i resistència als àcids, d'aquí la seva utilització en canelles per a desguassos i contenidors de líquids abans de l'aparició del plàstic.

#### Vidriat alcalí
Dona com a resultat un to turquesa per contenir en la seva composició coure i insulsa o potassa.